# پلیس‌ها و دزدها
پلیس‌ها و دزدها (ایتالیایی: Guardie e ladri) فیلمی در ژانر کمدی و درام است که در سال ۱۹۵۱ منتشر شد.
فیلم‌نامه‌نویس این فیلم موفق به دریافت جایزه بهترین فیلم‌نامه جشنواره فیلم کن شد.

## خلاصه فیلم
فردیناندو اسپوزیتو تبهکار خرده‌پایی است که به همراه همکار خود امیلکار تظاهر می‌کند که یک سکه باستانی متعلق به دوران امپراتوری روم را در اختیار دارد و...